# 2017 NBA Draft
2017 NBA Draft odbył się 22 czerwca 2017 roku w Brooklynie, w hali Barclays Center o 19 czasu lokalnego. W Stanach Zjednoczonych był transmitowany przez stację ESPN, a w Polsce przez Canal+ Sport. Z numerem 1. do Philadelphii 76ers wybrany został Amerykanin Markelle Fultz.

## Draft[2]
| Wybór | Zawodnik            | Poz.  | Narodowość        | Zespół                                                                            | Uczelnia / poprzedni klub   |
| ----- | ------------------- | ----- | ----------------- | --------------------------------------------------------------------------------- | --------------------------- |
| 1     | Markelle Fultz      | PG    | Stany Zjednoczone | Philadelphia 76ers (od Brooklynu przez Boston)                                    | Washington (Fr.)            |
| 2     | Lonzo Ball          | PG    | Stany Zjednoczone | Los Angeles Lakers                                                                | UCLA (Fr.)                  |
| 3     | Jayson Tatum        | SF    | Stany Zjednoczone | Boston Celtics (od Sacramento przez Philadelphia)                                 | Duke (Fr.)                  |
| 4     | Josh Jackson        | SF    | Stany Zjednoczone | Phoenix Suns                                                                      | Kansas (Fr.)                |
| 5     | De'Aaron Fox        | PG    | Stany Zjednoczone | Sacramento Kings (z Philadelphia)                                                 | Kentucky (Fr.)              |
| 6     | Jonathan Isaac      | SF/PF | Stany Zjednoczone | Orlando Magic                                                                     | Florida State (Fr.)         |
| 7     | Lauri Markkanen     | PF/C  | Finlandia         | Minnesota Timberwolves (wymieniony do Chicago Bulls)                              | Arizona (Fr.)               |
| 8     | Frank Ntilikina     | PG    | Francja           | New York Knicks                                                                   | SIG Strasbourg (Francja)    |
| 9     | Dennis Smith Jr.    | PG    | Stany Zjednoczone | Dallas Mavericks                                                                  | NC State (Fr.)              |
| 10    | Zach Collins        | C     | Stany Zjednoczone | Sacramento Kings (od New Orleans Pelicans, wymieniony do Portland Trail Blazers)  | Gonzaga (Fr.)               |
| 11    | Malik Monk          | SG    | Stany Zjednoczone | Charlotte Hornets                                                                 | Kentucky (Fr.)              |
| 12    | Luke Kennard        | SG    | Stany Zjednoczone | Detroit Pistons                                                                   | Duke (So.)                  |
| 13    | Donovan Mitchell    | SG    | Stany Zjednoczone | Denver Nuggets (wymieniony do Utah Jazz)                                          | Louisville (So.)            |
| 14    | Bam Adebayo         | C     | Stany Zjednoczone | Miami Heat                                                                        | Kentucky (Fr.)              |
| 15    | Justin Jackson      | SF    | Stany Zjednoczone | Portland Trail Blazers (wymieniony do Sacramento Kings)                           | North Carolina (Jr.)        |
| 16    | Justin Patton       | C     | Stany Zjednoczone | Chicago Bulls (wymieniony do Minnesoty)                                           | Creighton (Fr.)             |
| 17    | D.J. Wilson         | PF    | Stany Zjednoczone | Milwaukee Bucks                                                                   | Michigan (Jr.)              |
| 18    | T.J. Leaf           | PF    | Izrael            | Indiana Pacers                                                                    | UCLA (Fr.)                  |
| 19    | John Collins        | PF    | Stany Zjednoczone | Atlanta Hawks                                                                     | Wake Forest (So.)           |
| 20    | Harry Giles         | PF/C  | Stany Zjednoczone | Portland Trail Blazers (od Memphis przez Denver i Cleveland, do Sacramento Kings) | Duke (Fr.)                  |
| 21    | Terrance Ferguson   | SG    | Stany Zjednoczone | Oklahoma City Thunder                                                             | Adelaide 36ers (Australia)  |
| 22    | Jarrett Allen       | C     | Stany Zjednoczone | Brooklyn Nets (od Washington Wizards)                                             | Texas (Fr.)                 |
| 23    | OG Anunoby          | SF    | Wielka Brytania   | Toronto Raptors (od L.A. Clippers przez Milwaukee)                                | Indiana (So.)               |
| 24    | Tyler Lydon         | PF    | Stany Zjednoczone | Utah Jazz (wymieniony do Denver Nuggets)                                          | Syracuse (So.)              |
| 25    | Anžejs Pasečņiks    | C     | Łotwa             | Orlando Magic (od Toronto Raptors, wymieniony do Philadelphia 76ers)              | CB Gran Canaria (Hiszpania) |
| 26    | Caleb Swanigan      | PF    | Stany Zjednoczone | Portland Trail Blazers (od Cleveland Cavaliers)                                   | Purdue (So.)                |
| 27    | Kyle Kuzma          | PF    | Stany Zjednoczone | Los Angeles Lakers (od Boston Celtics przez Brooklyn)                             | Utah (Jr.)                  |
| 28    | Tony Bradley        | PF/C  | Stany Zjednoczone | Los Angeles Lakers (od Houston Rockets, wymieniony do Utah Jazz)                  | North Carolina (Fr.)        |
| 29    | Derrick White       | PG/SG | Stany Zjednoczone | San Antonio Spurs                                                                 | Colorado (Sr.)              |
| 30    | Josh Hart           | SG    | Stany Zjednoczone | Utah Jazz (od Golden State Warriors, wymieniony do Los Angeles Lakers)            | Villanova (Sr.)             |
| 31    | Frank Jackson       | PG    | Stany Zjednoczone | Charlotte Hornets (od Brooklyn Nets przez Atlanta Hawks, do New Orleans Pelicans) | Duke (Fr.)                  |
| 32    | Davon Reed          | SG    | Stany Zjednoczone | Phoenix Suns                                                                      | Miami (Sr.)                 |
| 33    | Wesley Iwundu       | SF    | Stany Zjednoczone | Orlando Magic (od L.A. Lakers)                                                    | Kansas State (Sr.)          |
| 34    | Frank Mason III     | PG    | Stany Zjednoczone | Sacramento Kings (od Philadelphia przez New Orleans)                              | Kansas (Sr.)                |
| 35    | Ivan Rabb           | PF    | Stany Zjednoczone | Orlando Magic (wymieniony do Memphis Grizzlies)                                   | California (So.)            |
| 36    | Jonah Bolden        | PF    | Australia         | Philadelphia 76ers (od New York Knicks przez Utah i Toronto)                      | FMP Beograd (Serbia)        |
| 37    | Semi Ojeleye        | SF/PF | Stany Zjednoczone | Boston Celtics (od Minnesoty do Phoenix)                                          | SMU (Jr.)                   |
| 38    | Jordan Bell         | PF    | Stany Zjednoczone | Chicago Bulls (od Sacramento przez Cleveland, wymieniony doGolden State Warriors) | Oregon (Jr.)                |
| 39    | Jawun Evans         | PG    | Stany Zjednoczone | Philadelphia 76ers (od Dallas)                                                    | Oklahoma State (So.)        |
| 40    | Dwayne Bacon        | SG    | Stany Zjednoczone | New Orleans Pelicans (wymieniony do Charlotte Hornets)                            | Florida State (So.)         |
| 41    | Tyler Dorsey        | SG    | Grecja            | Atlanta Hawks (od Charlotte Hornets)                                              | Oregon (So.)                |
| 42    | Thomas Bryant       | PF    | Stany Zjednoczone | Utah Jazz (od Detroit, wymieniony do Los Angeles Lakers)                          | Indiana (So.)               |
| 43    | Isaiah Hartenstein  | PF/C  | Niemcy            | Houston Rockets (od Denver Nuggets)                                               | Žalgiris Kowno (Litwa)      |
| 44    | Damyean Dotson      | SG    | Stany Zjednoczone | New York Knicks (od Chicago)                                                      | Houston (Sr.)               |
| 45    | Dillon Brooks       | SF    | Kanada            | Houston Rockets (od Portland, wymieniony do Memphis Grizzlies)                    | Oregon (Jr.)                |
| 46    | Sterling Brown      | SG    | Stany Zjednoczone | Philadelphia 76ers (od Miami Heats przez Atlante)                                 | SMU (Sr.)                   |
| 47    | Ike Anigbogu        | C     | Stany Zjednoczone | Indiana Pacers                                                                    | UCLA (Fr.)                  |
| 48    | Sindarius Thornwell | SG    | Stany Zjednoczone | Milwaukee Bucks (wymieniony do Los Angeles Clippers)                              | South Carolina (Sr.)        |
| 49    | Vlatko Čančar       | SF    | Słowenia          | Denver Nuggets (od Memphis przez Oklahoma City Thunder)                           | Mega Bemax (Serbia)         |
| 50    | Mathias Lessort     | PF/C  | Francja           | Philadelphia 76ers (od Atlanta Hawks)                                             | Nanterre 92 (Francja)       |
| 51    | Monté Morris        | PG    | Stany Zjednoczone | Denver Nuggets (od Oklahoma City Thunder)                                         | Iowa State (Sr.)            |
| 52    | Edmond Sumner       | PG    | Stany Zjednoczone | New Orleans Pelicans (od Washington Wizards)                                      | Xavier (Jr.)                |
| 53    | Kadeem Allen        | SG    | Stany Zjednoczone | Boston Celtics (od Cleveland Cavaliers)                                           | Arizona (Sr.)               |
| 54    | Alec Peters         | SF    | Stany Zjednoczone | Phoenix Suns (od Toronto Raptors)                                                 | Valparaiso (Sr.)            |
| 55    | Nigel Williams-Goss | PG    | Stany Zjednoczone | Utah Jazz                                                                         | Gonzaga (Jr.)               |
| 56    | Jabari Bird         | SG    | Stany Zjednoczone | Boston Celtics (od L.A. Clippers)                                                 | California (Sr.)            |
| 57    | Aleksandyr Wezenkow | PF    | Bułgaria          | Brooklyn Nets (od Boston Celtics)                                                 | FC Barcelona (Hiszpania)    |
| 58    | Ognjen Jaramaz      | PG    | Serbia            | New York Knicks (od Houston Rockets)                                              | Mega Bemax (Serbia)         |
| 59    | Jaron Blossomgame   | SF    | Stany Zjednoczone | San Antonio Spurs                                                                 | Clemson (Sr.)               |
| 60    | Alpha Kaba          | PF/C  | Francja           | Atlanta Hawks (od Golden State przez Philadelphie i Utah)                         | Mega Bemax (Serbia)         |